# Orzech mandżurski
Orzech mandżurski (Juglans mandshurica Maxim.) – gatunek drzewa należący do rodziny orzechowatych. Występuje naturalnie we wschodnich Chinach oraz w Korei Północnej.

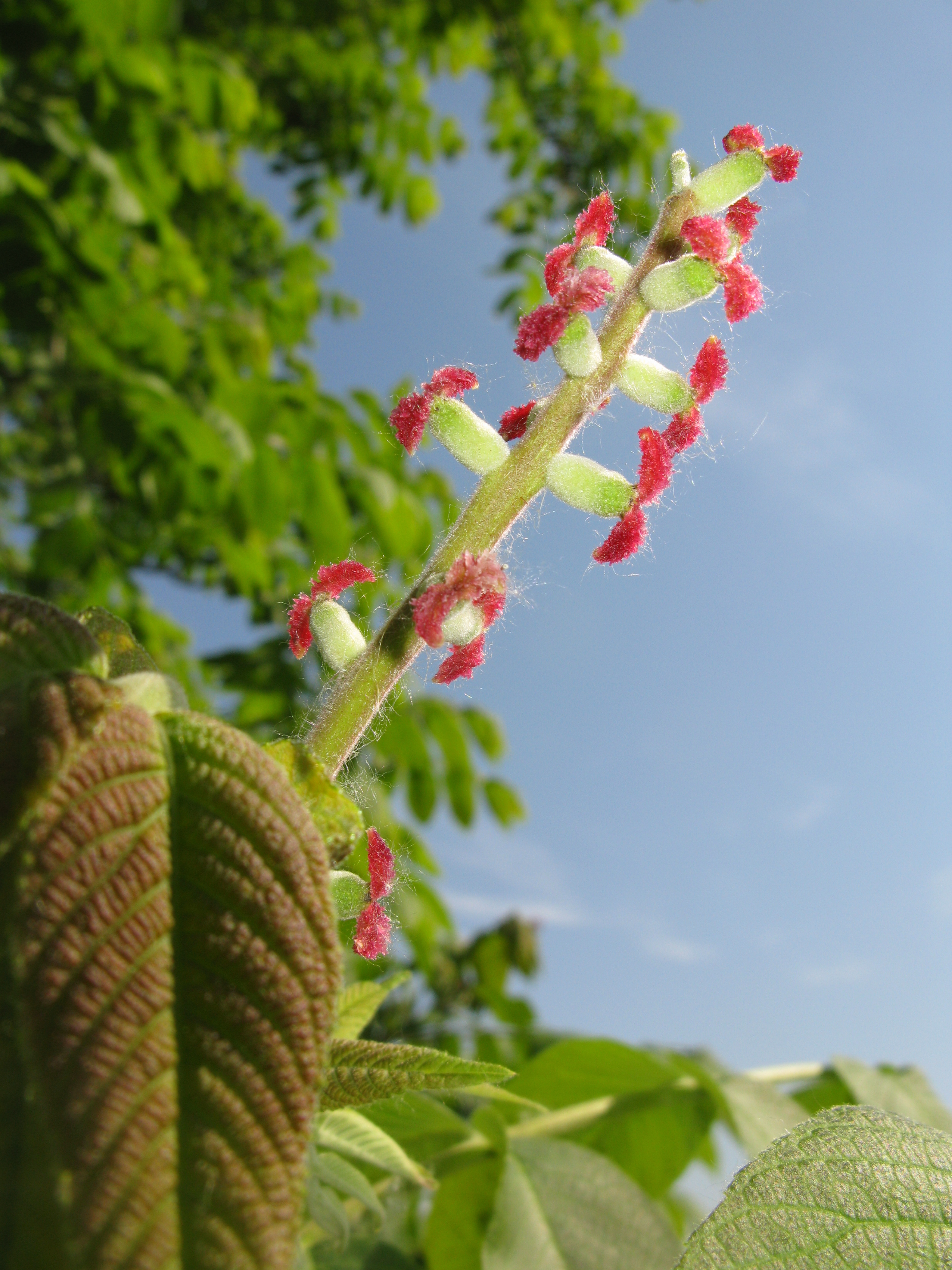
Kwiatostany żeńskie odmiany var. sieboldiana

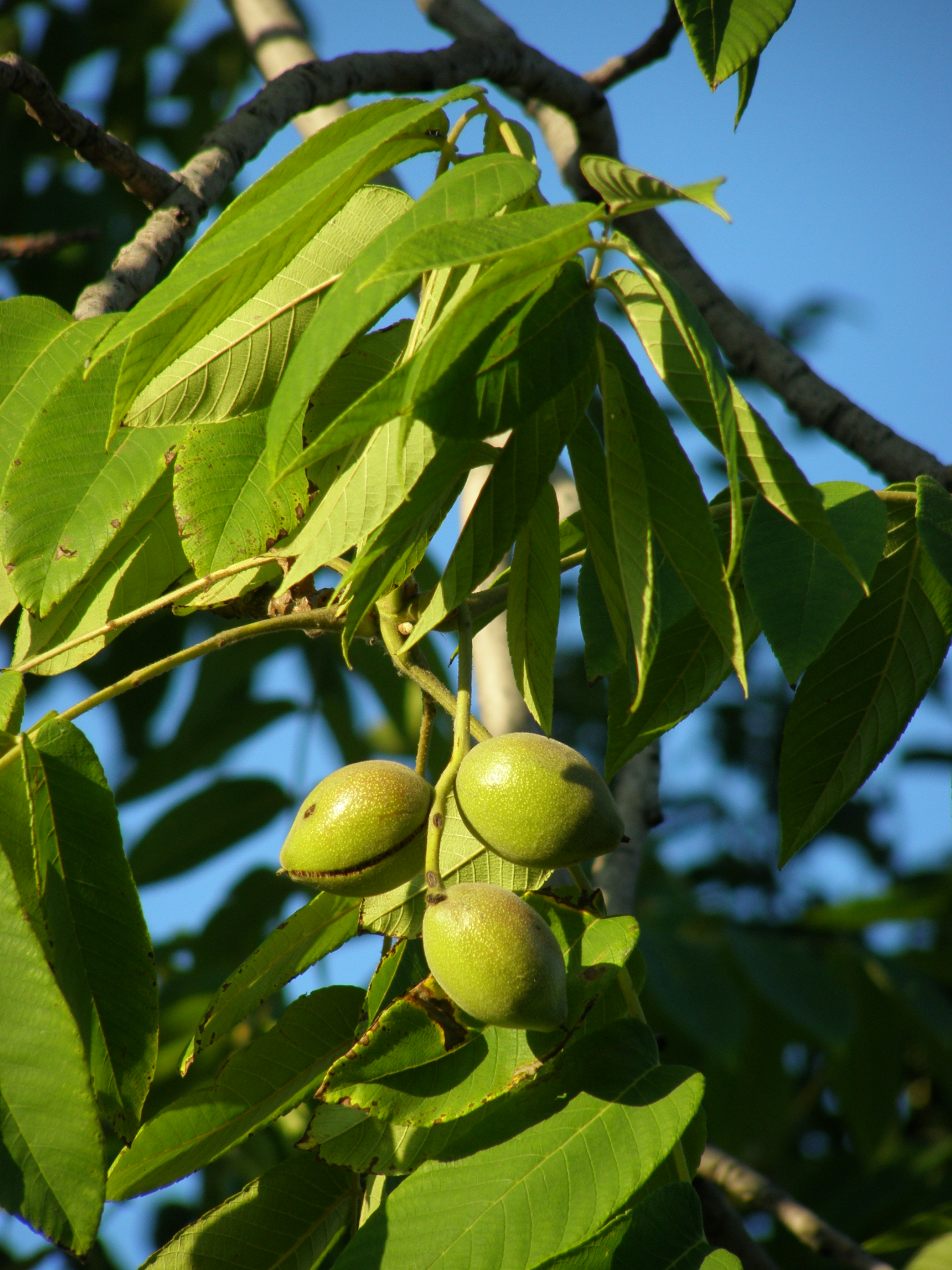
Owoce

## Morfologia
PokrójKorona jest szeroka i często przerzedzona. Drzewo osiąga do 25 m wysokości, ale też czasem rośnie krzaczasto.
Kora: Kora ma różowawo-szarą barwę. Jest płytko bruzdowana.
LiścieNieparzysto pierzaście złożone, osiągają od 40 do 90 cm długości. Listki są długie i mają matowozieloną barwę. Posiadają cienkie wierzchołki. Brzegi są drobno ząbkowane.
KwiatyKwiaty zebrane są w kwiatostany zwane kotkami. Kwiatostany żeńskie składają się z 5-10 kwiatów. Kwiatostany męskie osiągają 9–40 cm długości.
OwocePestkowce o kulistym kształcie, skupione po 5–10 w owocostanie. Osiągają od 3 do 7,5 cm długości i 3–5 cm szerokości.